# Pau Cardellach i Busquets
Pau Cardellach i Busquets (Terrassa, 20 de març de 1814 - Barcelona, 28 de maig de 1879) va ser un notari i gramàtic català.
La seva família eren industrials drapaires de la llana assentats a Terrassa. Estudià filosofia al Seminari Conciliar de Barcelona però no pogué formar-se en estudis de dret reglat i formal. Tot i així aprengué de manera autodidacta de l'ofici de jurista i començà a treballar d'escrivà, secretari municipal i fedatari, unes feines que també havia realitzat el seu pare. Un dels seus primers llocs de treball fou a Caldes de Montbui on s'incorporà a la Milícia nacional, partidaris d'Isabel II, on desenvolupà càrrecs de sotstinent, tinent i fins i tot va arribà a representar la Milícia de Caldes a la Junta de Partit de Granollers. L'agost de 1839 esdevé de manera oficial el secretari municipal de Caldes però amb la firma del Conveni de Bergara que posava fi a la Primera Guerra Carlina la situació es degrada i la Junta Política de Barcelona dissol l'ajuntament el 22 d'octubre de 1840 i recupera el que hi havia el 1837. Degut a la seva participació en el bàndol liberal és relegat del càrrec de secretari municipal i va haver d'estar amagat per evitar les represalies carlistes.
La seva Gramática catalana (1840) tenia escrit a la portada la següent frase d'autor desconegut:
| « | escrita en Tarrasa durante los 6 meses que estuvo encerrado en su casa para evadirse de la persecución de que era obgeto por parte de la Junta Revolucionaria, en 1840 | » |

Tot i que Cardellach va estar perseguit no és clar a qui fa referència la "Junta Revolucionaria", concepte associat a la Revolució de 1868, de caràcter encara més liberal, i que no coincideix per període històric.
L'obra no era coneguda fins a principis dels anys 2000, en que la Universitat de Girona en comprà el manuscrit original que s'havia trobat a Palma. Es considerada de gran importància per haver intentat definir molt abans de Pompeu Fabra la gramàtica del català. L'obra, escrita majoritàriament en castellà, mai havia estat publicada fins a la seva recent recuperació.
El 1842 es fa efectiva la reobertura de la Universitat de Barcelona, cosa que li permet d'obtenir la llicenciatura de notari i publicar diverses obres i articles. Un cop va finalitzar els estudis va treballar a Barcelona, Martorell i Olesa de Montserrat com a notari però sense plaça. També es va casar amb Clotilde Anfruns Archs, filla de notaris, amb la qual va tenir quatre fills, el primer el 1850.
No va ser fins al 1958 que es creen les primeres places de notaris mitjançant un procés d'oposició i no per subhasta, això li permet tornar a Terrassa i esdevenir notari de manera oficial a la seva ciutat natal. A més a més se'l va nomenar escrivà numerari del jutjat.
Un altre jurista molt destacat de la seva època, Joaquim Josep Cervino i Ferrero, li reconeix la seva tasca i dedicació i Cardellach per la seva banda li dedicà la seva obra Jurisprudencia práctica de 1862. L'any següent es convidat a Madrid en motiu de la publicació de la "Llei i Reglament Orgànic del Notariat Espanyol" impulsada per Cervino. Aquest nou reglament no és ben rebut per la resta de notaris catalans que ho consideren com un greuge ja que uniformitza les normatives a nivell d'Espanya i els fa perdre competències.
El 1864 Pau Cardellach passà a treballar a Barcelona però no estava lligat públicament al Col·legi Notarial de Barcelona. Sí que va representar els notaris de la ciutat al "I Congreso Notarial Español" de 1877.
Va morir de pneumònia el 28 de maig de 1879. Tota la seva feina es troba emmagatzemada a l'Arxiu Històric de Protocols de Barcelona.

## Obres
- Gramática catalana (1840)
- La fe pública, revista universitària amb Miquel Martí Sagristà i Llorenç Pujol (1846)
- Prontuario de las penas en que incurren los notarios y escribanos en el ejercicio de sus funciones (1846)
- Compendio de substanciación de juicios (1846)
- Observaciones dirigidas a las Cortes sobre el proyecto de ley de Notariado, amb Miquel Martí Sagristà (1848)
- Jurisprudencia práctica (1862)